# Projet d'attentats contre VIA Rail Canada de 2013

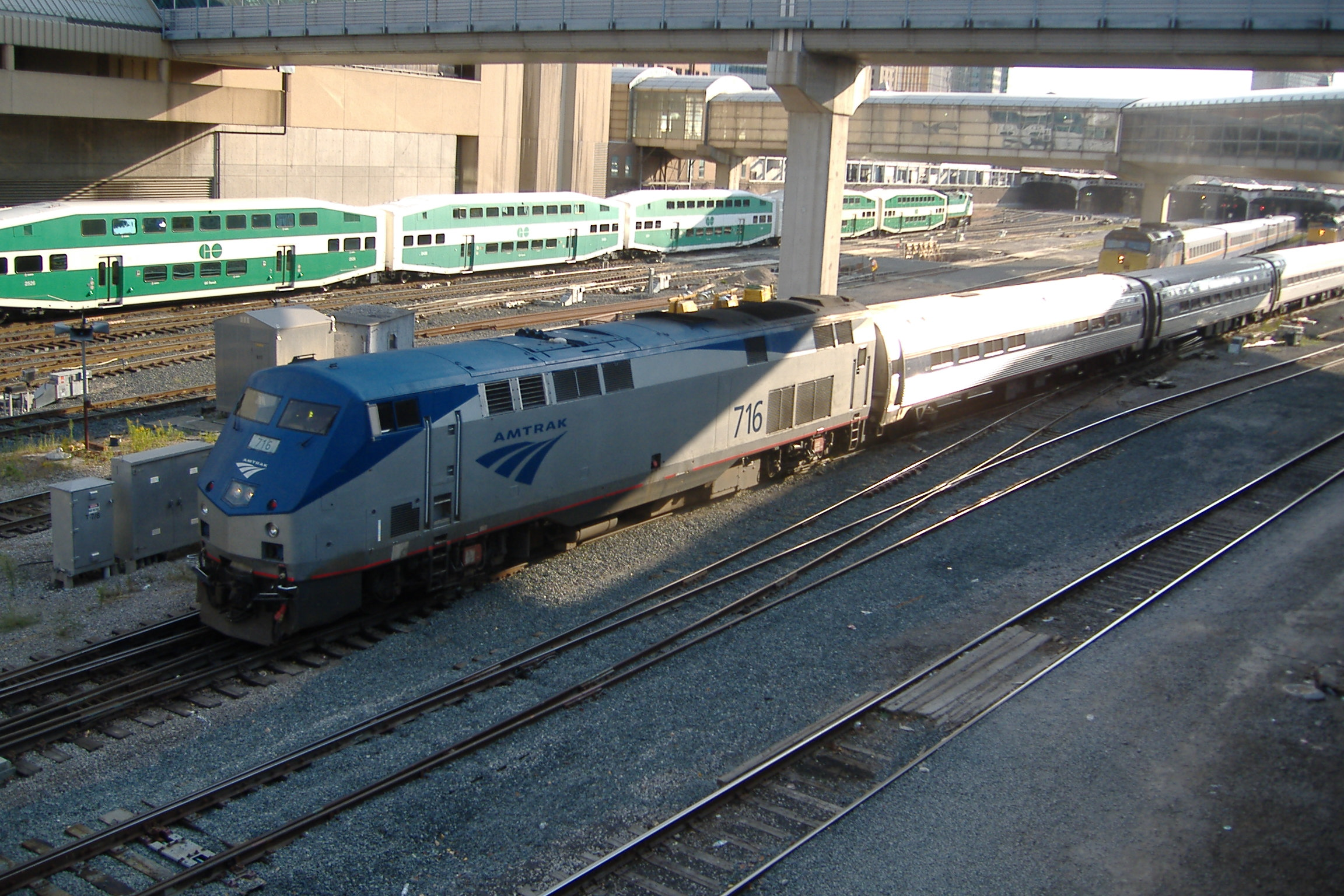

Le projet d'attentats contre VIA Rail Canada de 2013 est un complot ayant pour objectif de commettre des actes terroristes au Canada sous forme de perturbation, de destruction ou de déraillement de trains exploités par le service de chemin de fer national de voyageurs du Canada, VIA Rail Canada. Le trajet du train ciblé aurait été situé entre les villes de Toronto et de New York,. Les arrestations des suspects ont eu lieu le 22 avril 2013,.

## Arrestations
Les arrestations ont été l'aboutissement d'une enquête menée conjointement par la Gendarmerie royale du Canada (GRC) et les équipes intégrées de la sécurité nationale (EISN) du Canada. La GRC et les EISN ont reçu la coopération et l'assistance du Service canadien du renseignement de sécurité et l'Agence des services frontaliers du Canada. Les forces policières impliquées dans les arrestations étaient de la Police provinciale de l'Ontario et de la Sûreté du Québec. Du côté municipal, le Service de police de la ville de Montréal, le Service de police de Toronto, la Police régionale de York (en), la Police régionale de Peel (en) et la Police régionale de Durham (en) étaient également impliqués. Les forces de sécurité privées impliquées étaient des équipes de sécurité physique de l'entreprise de VIA Rail Canada et du Canadien National.
Dans son intervention, surnommée Opération SMOOTH par la GRC, le Canada a reçu la coopération et l'assistance du département de la Sécurité intérieure des États-Unis, incluant la Transportation Security Administration et le Federal Bureau of Investigation.
Les deux suspects, qui ne sont pas des citoyens canadiens, ont été arrêtés par la GRC et présentés devant la Couronne, en lien avec le projet d'attentats.
Chiheb Esseghaier, un citoyen Tunisien, a été arrêté par la GRC à Montréal et Raed Jaser un citoyen palestinien, a été arrêtée à Toronto.

## Poursuites judiciaires
Chiheb Esseghaier et Raed Jaser ont été inculpés le 23 avril 2013 par la Couronne en vertu d'une autorisation spéciale du Procureur général du Canada, conformément à l'article 83.24 du Code criminel du Canada. George Dolhai, député directeur des poursuites publiques, a porté les accusations sous le Code criminel du Canada contre les deux suspects.
La Couronne a allégué comme suit :

« Consentement du procureur général du Canada
Je soussigné, George Dolhai, adjoint au directeur des poursuites pénales agissant au nom du directeur des poursuites pénales et du sous-procureur général du Canada, consent en vertu de l’article 83.24 du Code criminel à l’introduction de poursuites contre Chiheb ESSEGHAIER et Raed JASER relativement aux infractions suivantes :
1. À Toronto (Ontario), à Montréal (Québec) et ailleurs entre le 1er avril 2012 et le 25 septembre 2012, Chiheb ESSEGHAIER et Raed JASER ont comploté entre eux afin de nuire aux moyens de transport, en violation de l’article 248 du Code criminel du Canada, au profit ou sous la direction d’un groupe terroriste, ou en association avec lui, commettant ainsi une infraction à l’article 83.2 du Code criminel du Canada.
2. À Toronto (Ontario), à Montréal (Québec) et ailleurs entre le 1er avril 2012 et le 25 septembre 2012, Chiheb ESSEGHAIER et Raed JASER ont comploté entre eux afin de commettre le meurtre de personnes inconnues, en violation du paragraphe 235. (1) du Code criminel du Canada, au profit ou sous la direction d’un groupe terroriste, ou en association avec lui, commettant ainsi une infraction à l’article 83.2 du Code criminel du Canada.
3. À Toronto (Ontario), à Montréal (Québec) et ailleurs entre le 1er avril 2012 et le 25 septembre 2012, Chiheb ESSEGHAIER a sciemment participé à une activité d’un groupe terroriste, ou y a contribué, directement ou non, dans le but d’accroître la capacité de tout groupe terroriste de se livrer à une activité terroriste ou de la faciliter, commettant ainsi une infraction à l’article 83.18 du Code criminel du Canada.
4. À Toronto (Ontario), à Montréal (Québec) et ailleurs entre le 25 septembre 2012 et le 31 décembre 2012, Chiheb ESSEGHAIER a sciemment participé à une activité d’un groupe terroriste, ou y a contribué, directement ou non, dans le but d’accroître la capacité de tout groupe terroriste de se livrer à une activité terroriste ou de la faciliter, commettant ainsi une infraction à l’article 83.18 du Code criminel du Canada.
5. À Toronto (Ontario), à Montréal (Québec) et ailleurs entre le 1er avril 2012 et le 25 septembre 2012, Raed JASER a sciemment participé à une activité d’un groupe terroriste, ou y a contribué, directement ou non, dans le but d’accroître la capacité de tout groupe terroriste de se livrer à une activité terroriste ou de la faciliter, commettant ainsi une infraction à l’article 83.18 du Code criminel du Canada.
6. À Toronto (Ontario), à Montréal (Québec) et ailleurs entre le 7 septembre 2012 et le 20 décembre 2012, Chiheb ESSEGHAIER a sciemment chargé directement ou indirectement une personne de se livrer à une activité au profit ou sous la direction d’un groupe terroriste, ou en association avec lui, dans le but d’accroître la capacité de tout groupe terroriste de se livrer à une activité terroriste ou de la faciliter, commettant ainsi une infraction à l’article 83.21 du Code criminel du Canada. »

En mars 2015, la Cour supérieure de justice de l'Ontario a déclaré les deux hommes coupables d'« activités terroristes ». Ils ont été condamnés à la prison à vie.
Les deux hommes ont fait appel de la décision en 2020 devant la Cour suprême du Canada. En mars 2021, cette dernière a statué que, même s'il y avait eu vice de procédure dans la sélection des jurés du procès de mars 2015, les conclusions du juge et des jurés étaient valides.